# Енефіок Удо-Обонг
Енефіок Удо-Обонг (англ. Enefiok Udo-Obong; нар. 22 травня 1982) — нігерійський легкоатлет, що спеціалізується на спринті, олімпійський чемпіон 2000 року, бронзовий призер Олімпійських ігор 2004 року.

## Кар'єра
| Рік                 | Змагання                     | Місто                | Місце               | Дисципліна            | Примітки            |
| Представник Нігерія | Представник Нігерія          | Представник Нігерія  | Представник Нігерія | Представник Нігерія   | Представник Нігерія |
| ------------------- | ---------------------------- | -------------------- | ------------------- | --------------------- | ------------------- |
| 2000                | Олімпійські ігри             | Сідней, Австралія    | 1                   | естафета 4×400 метрів | 2:58.68             |
| 2001                | Чемпіонат світу в приміщенні | Лісабон, Португалія  | 3 (забіги)          | біг на 200 метрів     | 21.96               |
| 2001                | Чемпіонат світу в приміщенні | Лісабон, Португалія  | 5                   | естафета 4×400 метрів | 3:16.53             |
| 2004                | Олімпійські ігри             | Афіни, Греція        | 3                   | естафета 4×400 метрів | 3:00.90             |
| 2005                | Чемпіонат світу              | Гельсінкі, Фінляндія | 6 (забіги)          | естафета 4×400 метрів | 3:07.91             |